# Alzoniella hartwigschuetti
Alzoniella hartwigschuetti là một chi ốc nước ngọt nhỏ sống ở suối, động vật thân mềm chân bụng sống trong môi trường nước ngọt trong họ Hydrobiidae. Đây là loài đặc hữu của Áo.